# Ушинци
Ушинци (болг. Ушинци) — село в Болгарии. Находится в Разградской области, входит в общину Разград. Население составляет 249 человек.

## Политическая ситуация
В местном кметстве Ушинци, в состав которого входит Ушинци, должность кмета (старосты) исполняет Иван Тодоров Димитров (коалиция в составе 5 партий: Демократы за сильную Болгарию (ДСБ), Земледельческий народный союз (ЗНС), Демократическая партия Болгарии (ДП), Союз свободной демократии (ССД), Союз демократических сил (СДС)) по результатам выборов правления кметства.
Кмет (мэр) общины Разград — Денчо Стоянов Бояджиев (инициативный комитет) по результатам выборов в правление общины.